# Dmitrij Ivanovič Dubjago
Dmitrij Ivanovič Dubjago (in russo Дми́трий Ива́нович Дубя́го?; regione di Smolensk, 21 settembre 1849 – Kazan', 22 ottobre 1918) è stato un astrofisico e astronomo russo.

## Biografia
Studiò presso la Facoltà di Fisica e Matematica dell’Università di San Pietroburgo ove si laureò nel 1872 dopo aver vinto, quando era ancora studente, una medaglia per un suo lavoro sull’analisi spettrale applicata all’astronomia. Tra il 1873 e il 1884 lavorò presso l’Osservatorio di Pulkovo sotto la direzione di Otto Struve, pubblicando un lavoro sulle osservazioni dell’orbita di Tritone, un satellite naturale di Nettuno, e  conseguendo il dottorato in astronomia e geodesia nel 1881. Nel biennio 1883-1884 fu docente presso l’Università di San Pietroburgo. Alla fine del 1884 divenne professore di astronomia presso l’Università di Kazan'  e direttore dell’Osservatorio di quella Università ove diede impulso alle osservazioni astronomiche ed  allo sviluppo dello stesso Osservatorio. Nel 1897 acquisì tutte le strumentazioni lasciate in dono all’Osservatorio dal suo amico Vasilij Pavlovič Engelhardt che, a causa del suo stato di salute, aveva dismesso l’osservatorio privato che aveva realizzato a Dresda. Nel 1899 divenne rettore dell’Università di Kazan’ e contribuì a realizzare un secondo Osservatorio astronomico nei pressi di Kazan’ intitolato a Engelhardt  e ne divenne direttore nel 1901 all’atto della sua apertura ufficiale. Morì nel 1918 vittima dell’epidemia di influenza spagnola. I suoi più importanti contributi scientifici furono nel campo dell'astronomia teorica, dell'astrometria e della gravimetria.

## Onorificenze
Fu insignito, fra l'altro, di tutti i gradi:
- dell'Ordine di San Stanislao
- dell'Ordine di San Vladimiro
- dell'Ordine di Sant'Anna

A Dmitrij Ivanovič Dubjago insieme al figlio Aleksandr Dmitrievič Dubjago la UAI ha intitolato il cratere lunare Dubyago (secondo la dizione inglese).